# Mungo fazole

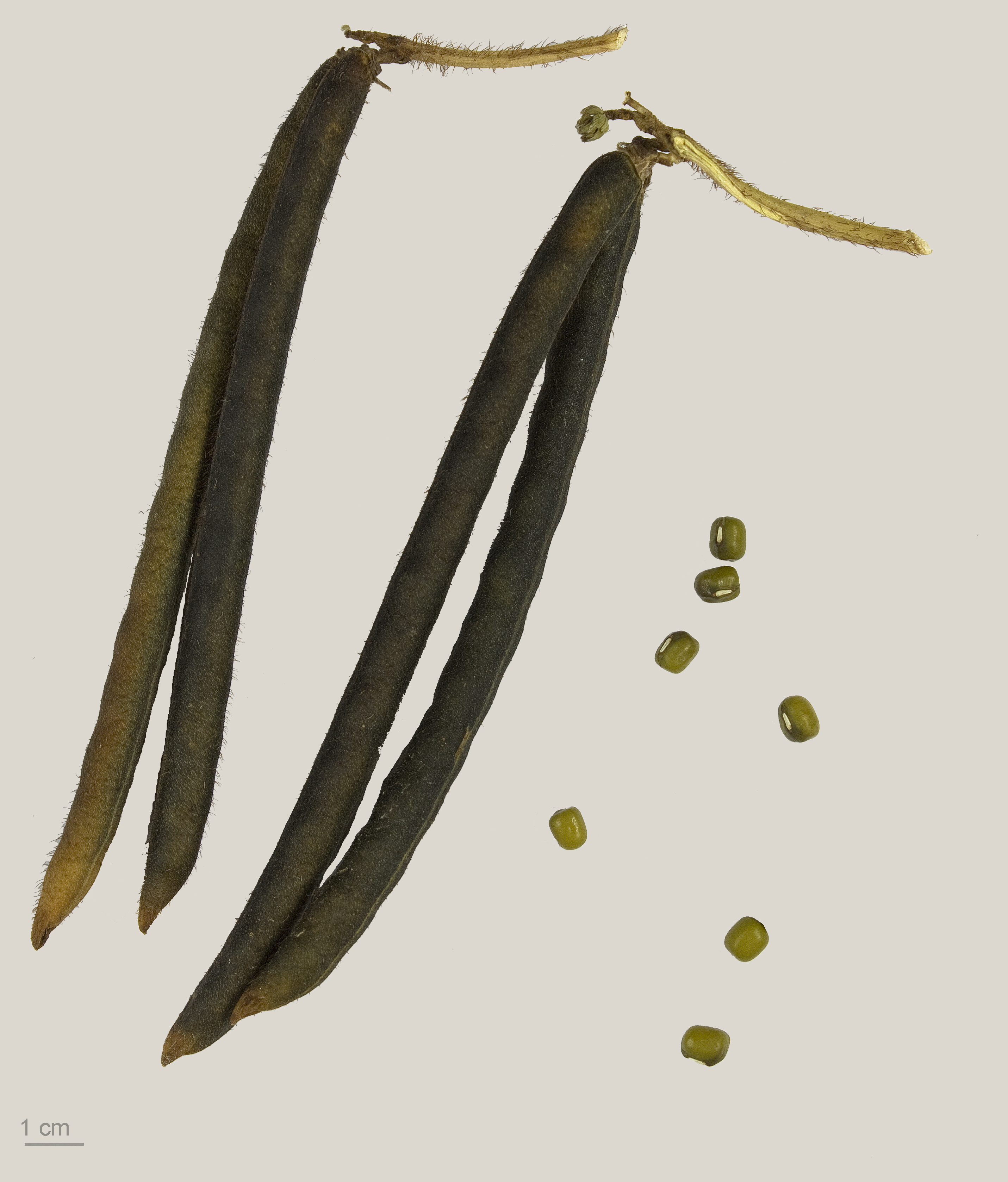
Suché plody vigny zlaté

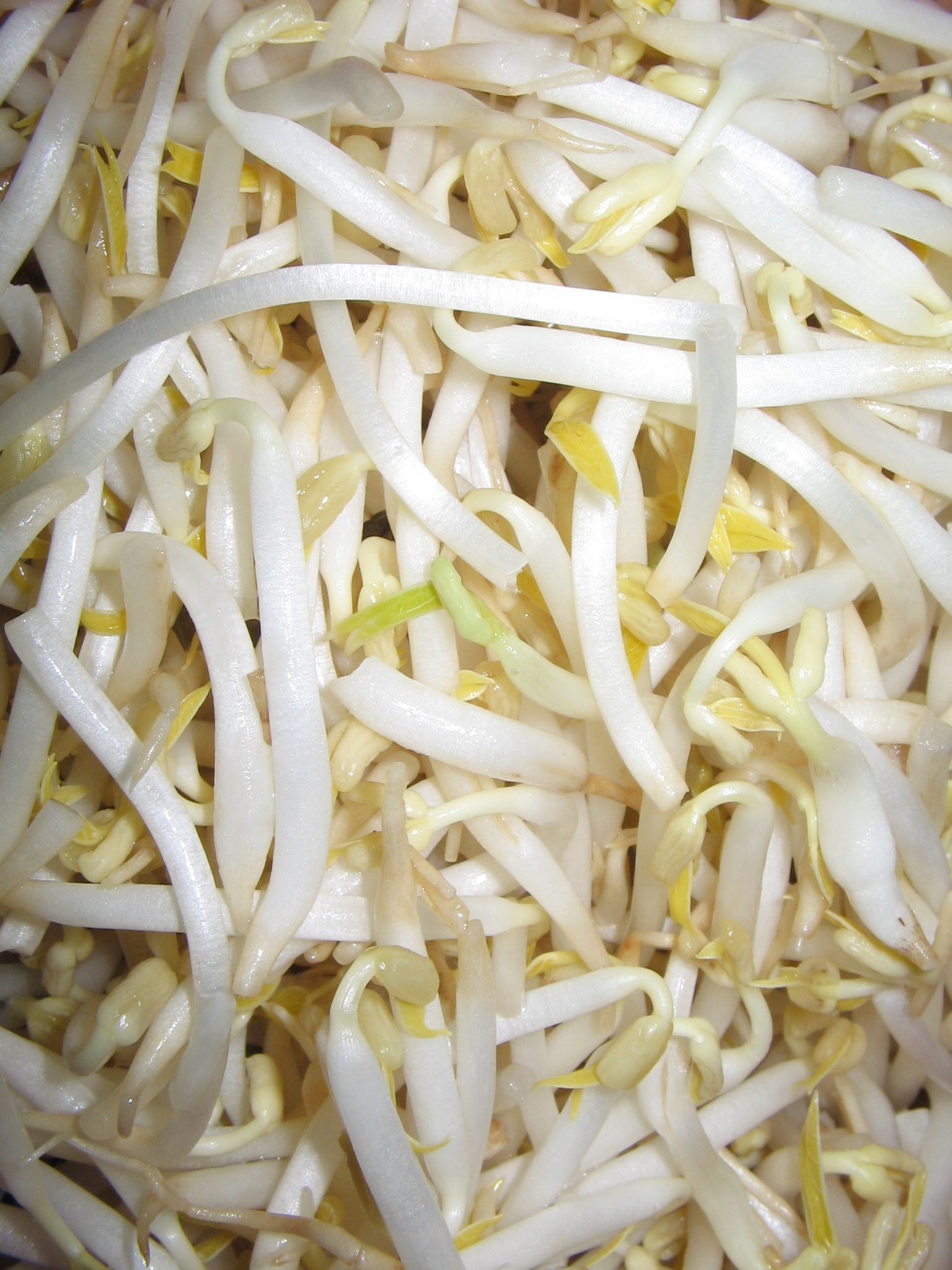

Mungo fazole je obecné pojmenování semene rostliny s názvem vigna zlatá, někdy též vigna mungo či fazole mungo (Vigna radiata, syn. Phaseolus aureus Roxb., Phaseolus radiatus, Vigna mungo var. aureus). Vigna zlatá je jednoletá teplomilná rostlina patří do čeledi bobovité (Fabaceae), pochází patrně z Indie a pěstuje se zejména tam, v Číně a Thajsku; lze ji pěstovat i v České republice.

## Popis
Fazole mungo je luštěnina; malé, asi 5mm olivově zelené nebo červené fazole připomínají chutí zelený hrášek. Jsou zdrojem vápníku, hořčíku, železa, kyseliny listové, bílkovin, draslíku a vlákniny. Konzumují se vařené nebo syrové, naklíčené. Prodávají se v obchodech se zdravou výživou nebo v supermarketech, a to celé, loupané nebo půlené.

## Záměna
Fazole mungo bývají zaměňovány se sójou – jednak se jim nesprávně říká zelená sója, jednak klíčky či výhonky užívané v asijské kuchyni jako sójové výhonky bývají naklíčenou fazolí mungo.

## Historie
První zmínka o konzumaci naklíčených fazolí mungo pochází z období kolem roku 3000 př. n. l. v Číně. Je zároveň prvním záznamem o klíčcích a výhoncích rostlin používaných jako součást potravy člověka. 
Fazole mungo pochází asi z Indie, odkud se rozšířila do východní a střední Asie, Afriky a nakonec i do Evropy a zbytku světa. 

## Příprava a konzumace
Fazole je třeba nechat několik hodin namočené ve vodě, optimálně přes noc. Poté je lze vařit nebo nechat naklíčit. Před vařením se doporučuje vodu slít a fazole vařit v čerstvé vodě, aby se odstranily látky způsobující nadýmání.  Solí se až po uvaření, neboť vařením v osolené vodě by ztvrdly. Je třeba si uvědomit, že vařením fazole ztrácejí množství cenných látek.

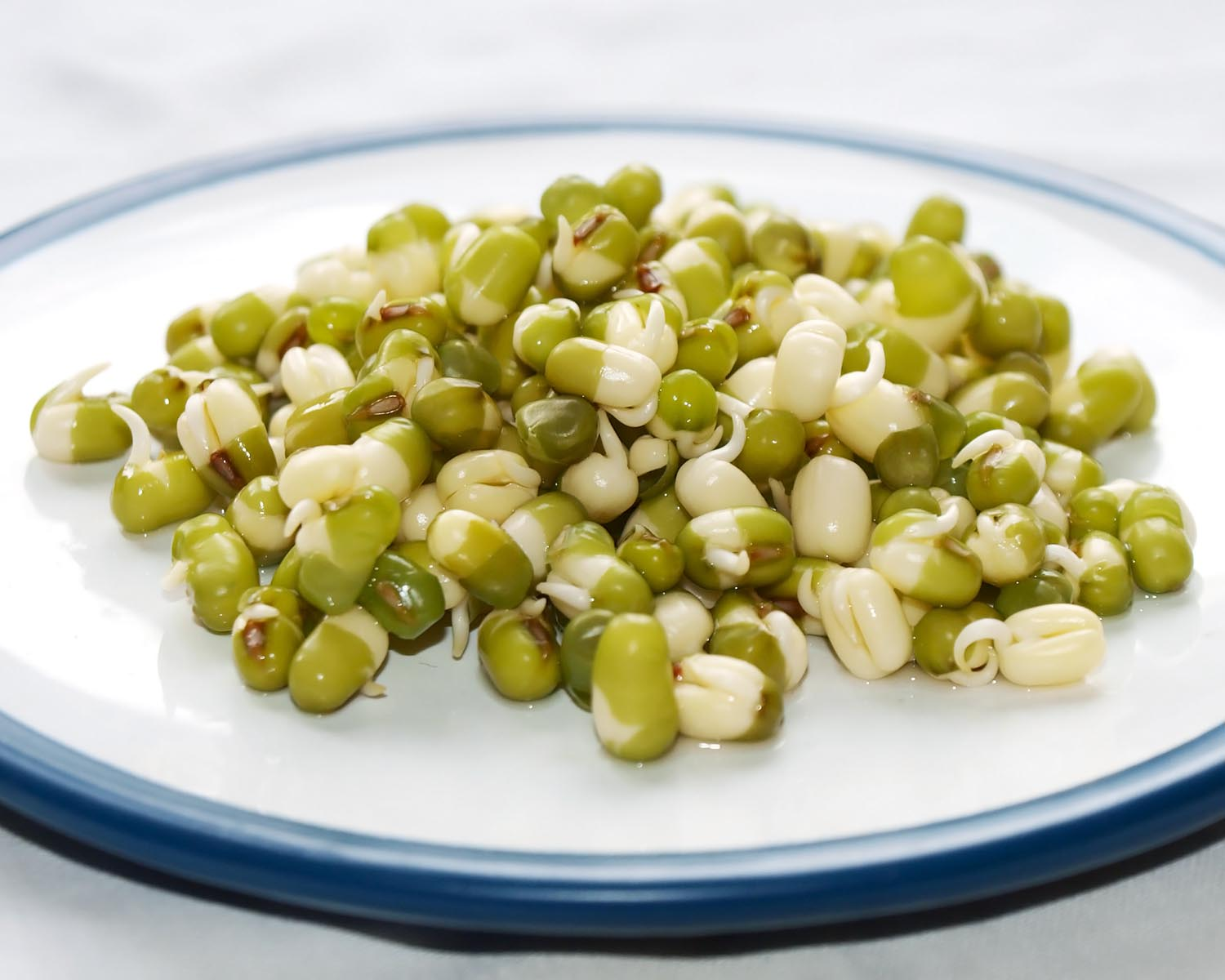
Naklíčené fazole mungo

Nejčastějším způsobem přípravy je klíčení. Pro tento účel se kupují semena celá a neloupaná. Propláchnou se a při pokojové teplotě nechají asi den namočená ve vodě. Poté je třeba fazole znovu propláchnout a nechat ve vlhku dva až tři dny klíčit, přičemž je nutné proplachovat je čistou vodou alespoň dvakrát denně (předcházení plísním či hnilobě). Fazole jsou připravené ke konzumaci, když klíčky dosáhnou délky asi 2 cm, lze je však konzumovat dříve. Klíčení je vhodné ukončit dříve, než se objeví kořínky, neboť s těmi začne mungo živiny ztrácet. Před konzumací je třeba naklíčené fazole opět propláchnout čistou vodou. Poté je lze konzumovat nebo uložit do lednice v uzavíratelné dóze, ale skladovat bychom je měli maximálně jeden týden. Jíst je můžeme v syrovém stavu samostatně nebo jako součást salátů či asijských jídel.
Pěkný návod na klíčení luštěnin viz zde.

## Výživová hodnota
Nutriční hodnota fazole mungo v syrovém stavu je podobná jako nutriční hodnota fazolu obecného. Nutriční hodnotu lze zvýšit naklíčením. 
V následujících tabulkách je zachycena výživová hodnota fazole mungo v různých stavech.

### Výživová hodnota fazole mungo – syrová semena[9]
| Složka                         | Průměrný obsah (g/100 g) | Složka     | Průměrný obsah (mg/100 g) | Složka                 | Průměrný obsah (mg/100 g) |
| ------------------------------ | ------------------------ | ---------- | ------------------------- | ---------------------- | ------------------------- |
| voda                           | 9,05                     | Na         | 15                        | vitamin C              | 4,8                       |
| bílkoviny                      | 23,86                    | K          | 1246                      | vitamin D              | 0                         |
| tuky                           | 1,15                     | Ca         | 132                       | vitamin E              | 0,51                      |
| sacharidy                      | 62,62                    | Mg         | 189                       | vitamin B6             | 0,382                     |
| – z toho cukry                 | 6,60                     | P          | 367                       | vitamin B12            | 0                         |
| vláknina                       | 16,3                     | Fe         | 6,74                      | vitamin A (RAE)        | 6                         |
| nasycené mastné kyseliny       | 0,348                    | Zn         | 2,68                      | vitamin A (IU)         | 114                       |
| mononenasycené mastné kyseliny | 0,161                    | riboflavin | 0,233                     | vitamin K              | 9,0 µg                    |
| polynenasycené mastné kyseliny | 0,384                    | thiamin    | 0,621                     | kyselina listová (DFE) | 625                       |
| energie                        | 1452,8 kJ                | niacin     | 2,251                     | cholesterol            | 0                         |

### Výživová hodnota fazole mungo – naklíčená, tepelně nezpracovaná semena[10]
| Složka                         | Průměrný obsah (g/100 g) | Složka     | Průměrný obsah (mg/100 g) | Složka                 | Průměrný obsah (mg/100 g) |
| ------------------------------ | ------------------------ | ---------- | ------------------------- | ---------------------- | ------------------------- |
| voda                           | 90,40                    | Na         | 82                        | vitamin C              | 13,2                      |
| bílkoviny                      | 3,04                     | K          | 3                         | vitamin D              | 0                         |
| tuky                           | 0,18                     | Ca         | 0,2                       | vitamin E              | 0,10                      |
| sacharidy                      | 5,94                     | Mg         | 6                         | vitamin B6             | 0,088                     |
| – z toho cukry                 | 4,13                     | P          | 4                         | vitamin B12            | 0                         |
| vláknina                       | 1,8                      | Fe         | 2                         | vitamin A (RAE)        | 1                         |
| nasycené mastné kyseliny       | 0,046                    | Zn         | 0,41                      | vitamin A (IU)         | 21                        |
| mononenasycené mastné kyseliny | 0,022                    | riboflavin | 0,124                     | vitamin K              | 33,0 µg                   |
| polynenasycené mastné kyseliny | 0,058                    | thiamin    | 0,084                     | kyselina listová (DFE) | 61                        |
| energie                        | 125,6 kJ                 | niacin     | 0,749                     | cholesterol            | 0                         |

### Výživová hodnota fazole mungo – naklíčená, tepelně zpracovaná semena (bez soli)[11]
| Složka                         | Průměrný obsah (g/100 g) | Složka     | Průměrný obsah (mg/100 g) | Složka                 | Průměrný obsah (mg/100 g) |
| ------------------------------ | ------------------------ | ---------- | ------------------------- | ---------------------- | ------------------------- |
| voda                           | 93,39                    | Na         | 10                        | vitamin C              | 11,4                      |
| bílkoviny                      | 2,03                     | K          | 101                       | vitamin D              | 0                         |
| tuky                           | 0,09                     | Ca         | 12                        | vitamin E              | 0,07                      |
| sacharidy                      | 4,19                     | Mg         | 14                        | vitamin B6             | 0,054                     |
| – z toho cukry                 | 2,84                     | P          | 28                        | vitamin B12            | 0                         |
| vláknina                       | 0,8                      | Fe         | 0,65                      | vitamin A (RAE)        | 1                         |
| nasycené mastné kyseliny       | 0,025                    | Zn         | 0,47                      | vitamin A (IU)         | 13                        |
| mononenasycené mastné kyseliny | 0,012                    | riboflavin | 0,102                     | vitamin K              | 22,7 µg                   |
| polynenasycené mastné kyseliny | 0,032                    | thiamin    | 0,050                     | kyselina listová (DFE) | 29                        |
| energie                        | 87,9 kJ                  | niacin     | 0,817                     | cholesterol            | 0                         |

## Popis rostliny a pěstování
Vigna zlatá se množí semeny. Rostlina keříčkového vzrůstu s plazivými výhonky dorůstá výšky 0,15–0,9 m (někdy až 1,3 m). Celá rostlina je pokryta drsnými chlupy. Střídavé listy vejčitého tvaru se špičkou jsou trojčetné, dlouhé až 7 cm. Rostlina kvete žlutozelenými květy ve stažených hroznech na koncích výhonů nebo v paždí listů. Plodem je hnědý válcovitý lusk délky 5–18 cm, který je také porostlý chlupy. Obsahuje semena soudečkovitého tvaru, velikosti 0,5 cm a barvy olivově zelené, žluté nebo načervenalé. Sklizeň probíhá dva až čtyři měsíce po výsevu. 
Fazole mungo je možné pěstovat i v našich podmínkách. Rostlinám vyhovuje dobře propustná půda spíše chudší na živiny. Pro pěstování jsou vhodnější fóliovníky nebo alespoň zakrývání netkanou textilií. Při výsevech na venkovní záhon bez ochrany sice rostlina lusky vytvoří, ale kvůli vyššímu výnos je nutná delší vegetační doba, kterou mají rostliny u nás jen v nejteplejších oblastech. 
Rod vigna zahrnuje 100 až 150 druhů rostoucích v tropech po celém světě. Někdy byl rod vigna spojován s rodem fazol (Phaseolus).
Rod je pojmenován po Dominicu Vignovi, italském profesoru botaniky v Pise žijícím v 17. století.